# 45P/Honda-Mrkos-Pajdušáková
45P/Honda-Mrkos-Pajdušáková – kometa krótkookresowa, należąca do rodziny Jowisza i obiektów typu NEO.

## Odkrycie
Kometa została odkryta 3 grudnia 1948 roku przez japońskiego obserwatora Minoru Hondę w Kurashiki. Niezależnie odkryli ją Antonín Mrkos i Ľudmila Pajdušáková. W nazwie znajdują się zatem trzy nazwiska odkrywców.

## Orbita komety i właściwości fizyczne
Orbita komety 45P/Honda-Mrkos-Pajdušáková ma kształt wydłużonej elipsy o mimośrodzie 0,82. Jej peryhelium znajduje się w odległości 0,53 j.a., aphelium zaś 5,52 j.a. od Słońca. Jej okres obiegu wokół Słońca wynosi 5,26 roku, nachylenie do ekliptyki to wartość 4,25˚. Jest to obiekt przecinający orbitę Ziemi.
Dnia 11 lutego 2017 roku kometa zbliżyła się do Ziemi na odległość tylko 12,44 milionów km.
Jądro tej komety ma rozmiar 1,6 km.
Z kometą tą jest związany rój meteorów alfa Kaprikornidy.